# 채널A 수목 드라마
채널A 수목 드라마는 채널A에서 매주 수요일부터 목요일에 방송 중인 드라마 프로그램이다.
미니 시리즈 드라마 형식으로 방송 중이다.

## 작품 목록
- 아래 프로그램은 2002년 11월 이후 시청 가능 연령을 표시한 드라마 프로그램 등급 제도를 의무적으로 시행하여 현재까지 이어지고 있습니다.
- 2017년 3월 1일부터 TV 프로그램 등급 표시 외에 주제, 폭력성, 선정성, 언어, 모방 위험 등 분류 사유 표시를 의무적으로 시행하고 있습니다.

### 2010년대

#### 2011년
- 《총각네 야채 가게》 : 2011년 12월 21일 ~ 2012년 3월 8일

## 같이 보기
- KBS 2TV 수목 드라마
- MBC 수목 드라마
- SBS 수목 드라마
- TV조선 수목 드라마
- JTBC 수목 드라마
- MBN 수목 드라마
- tvN 수목 드라마
- ENA 수목 드라마